# The Cloud Rider
The Cloud Rider er en amerikansk stumfilm fra 1925 instrueret af Bruce M. Mitchell.

## Medvirkende
- Al Wilson som Bruce Torrence
- Virginia Lee Corbin som Blythe Wingate
- Harry von Meter som Juan Lascelles
- Helen Ferguson som Zella Wingate
- Frank Rice som Hank Higgins
- Melbourne MacDowell som David Torrence
- Brinsley Shaw som Peter Wingate